# Смирнова, Екатерина Сергеевна
Екатерина Сергеевна Смирнова (27 июля 1990, Кинешма, Ивановская область, СССР) — российская биатлонистка. Мастер спорта России (2013).

## Биография
Родилась в г. Кинешма. Биатлоном начала заниматься в СДЮЦ «Звездный» (Кинешма). Её отец Сергей Смирнов также был биатлонистом. Он привел её в школу. В 2009 году спортсменка переехала в СДЮСШОР «Центр биатлона» (Новосибирск).
В 2011 году спортсменка попала на Чемпионат Европы по летнему биатлону в итальянском Мартеле. На нём Смирнова стала полным триумфатором, выиграв спринт, гонку преследования и смешанную эстафету.
В 2012 году заняла второе место на Чемпионате России в гонке патрулей. Выступает за Новосибирскую область.